# F̱
Cette page contient des caractères spéciaux ou non latins. S’ils s’affichent mal (▯, ?, etc.), consultez la page d’aide Unicode.
F̱ (minuscule : f̱), appelé F macron souscrit, est un graphème qui a été utilisé dans l’alphabet de Carl Meinhof , dans l’écriture de l’ewe et du dialecte kichaga du mochi au début du XXe siècle. Il s'agit de la lettre F diacritée d'un macron souscrit.

## Utilisation
En ewe, le F macron souscrit ‹ f̱ › a été utilisé, comme dans l’alphabet de Carl Meinhof, pour représenter une consonne fricative bilabiale sourde [ɸ]. Elle est aussi transcrite avec le w virgule réfléchie suscrite ‹ w̔ › dans l’alphabet de Lepsius ou le f barré ‹ ꞙ › dans la traduction de la Bible en ewe par la British and Foreign Bible Society avant d’être remplacée par le f crocheté ‹ ƒ ›, notamment dans l’alphabet utilisé par Diedrich Westermann.

## Représentations informatiques
Le F macron peut être représenté avec les caractères Unicode suivants :
- décomposé (latin de base, diacritiques) :

| formes    | représentations | chaînes de caractères | points de code | descriptions                                          |
| --------- | --------------- | --------------------- | -------------- | ----------------------------------------------------- |
| capitale  | F̱               | F◌̱                    | U+0046 U+0331  | lettre majuscule latine f diacritique macron souscrit |
| minuscule | f̱               | f◌̱                    | U+0066 U+0331  | lettre minuscule latine f diacritique macron souscrit |

## Sources
- (de) Bruno Gutmann, « Die Kerbstocklehren der Dschagga; in Ostafrika », Zeitschrift für Eingeborenen-Sprachen, vol. 13,‎ 1922-1923, p. 81-109, 205-235, 260-302
- (de) Bruno Gutmann, « Das Rechtsleben der Wadschagga im Spiegel ihrer Sprichwörter », Zeitschrift für Eingeborenen-Sprachen, vol. 14,‎ 1924-1924, p. 44-68
- (de) Bruno Gutmann, « Bruchstücke aus den Kerbstocklehren für Mädchen nach dem mreho fo ljango », Zeitschrift für Eingeborenen-Sprachen, vol. 15,‎ 1924-1925, p. 1-19
- (de) Bruno Gutmann, « Lieder der Dschagga », Zeitschrift für Eingeborenen-Sprachen, vol. 18,‎ 1927-1928, p. 161-195
- (de) Bruno Gutmann, « Die Stammeslehren der Dschagga. 1. Bd. (0. Dempwolff) », Zeitschrift für Eingeborenen-Sprachen, vol. 23,‎ 1932-1933, p. 311-314
- (de) Carl Meinhof, Grundzüge einer vergleichenden Grammatik der Bantusprachen, D. Reimer (E. Vohsen), 1906 (lire en ligne)
- (de) J. Raum, Versuch einer grammatik der Dschaggasprache (Moschi-dialekt), Berlin, 1909 (réimpr. 1964) (lire en ligne)
- (de) Fr. Stamberg, « Märchen der Dschagga (Mwika-Dialekt) », Zeitschrift für Eingeborenen-Sprachen, vol. 23,‎ 1932-1933, p. 202-231, 278-306